# Moerarchis pyrochroa
Moerarchis pyrochroa är en fjärilsart som beskrevs av Edward Meyrick 1893. Moerarchis pyrochroa ingår i släktet Moerarchis och familjen äkta malar. Inga underarter finns listade i Catalogue of Life.